# Haug von Kuenheim
Haug Gilg Georg von Kuenheim (* 29. Mai 1934 in Königsberg) ist ein deutscher Journalist und Autor.

## Leben
Von Kuenheim entstammt dem elsässischen Uradel aus Kienheim bei Truchtersheim, der im 15. Jahrhundert nach Ostpreußen auswanderte. Eberhard von Kuenheim, ehemaliger Vorstandsvorsitzender der BMW AG, ist sein Cousin. Seine Eltern waren Wilhelm von Kuenheim (1887–1972) und dessen zweite Frau Jeanne Sarasin (1906–2003). Seine Ehe mit Friederike Gräfin zu Solms-Wildenfels (* 1942) blieb kinderlos.
Er studierte Rechtswissenschaften und Politikwissenschaften an der Freien Universität Berlin und der Universität des Saarlandes in Saarbrücken. Nach dem ersten juristischen Staatsexamen begann er 1961 als Volontär bei der Tageszeitung Der Tagesspiegel in Berlin. 1963 wechselte er zur Wochenzeitung Die Zeit nach Hamburg. Er war politischer Redakteur, verantwortete den Länderspiegel, leitete das Ressort Modernes Leben, wurde Mitglied der Chefredaktion und war Chef vom Dienst. Von 1987 bis 1988 war er kurzzeitig Chefredakteur der Tageszeitung Kölner Stadt-Anzeiger. Zuletzt war er wieder stellvertretender Chefredakteur der Zeit und Leiter des Zeitmagazins. Außerdem war er Herausgeber der ZEITpunkte-Hefte. Nach seiner Pensionierung schrieb er Kolumnen für die Hamburger Wochenzeitung. Von 2001 bis 2007 war er Berater der Redaktion der WZB-Mitteilungen.
Er galt als enger Vertrauter der Herausgeberin Marion Gräfin Dönhoff und veröffentlichte u. a. eine Biografie über sie. Zusammen mit Theo Sommer gab er den Briefwechsel von Marion Gräfin Dönhoff und dem Verleger Gerd Bucerius heraus.
Im September 2014 wurde bekannt, dass von Kuenheim zu den Gründungsmitgliedern der Neuen Liberalen gehörte, einer bis 2021 existierenden Abspaltung von der FDP.

## Schriften (Auswahl)
- Marion Dönhoff (= Rororo, 50625). Rowohlt, Reinbek bei Hamburg 1999, ISBN 3-499-50625-4. (4. Auflage, 2003)
- Mit Hans Joachim Budeit: Backstein. Die schönsten Ziegelbauten zwischen Elbe und Oder. Bucher, München 2001, ISBN 3-7658-1206-4.
- Hrsg. mit Theo Sommer: Ein wenig betrübt, Ihre Marion. Marion Gräfin Dönhoff und Gerd Bucerius, ein Briefwechsel aus fünf Jahrzehnten. Siedler, Berlin 2003, ISBN 3-88680-798-3. (2. Auflage, 2005, btb)
- Ostpreußen. Auf den Spuren von Marion Gräfin Dönhoff. Fotografiert von Hans Joachim Kürtz. Ellert & Richter, Hamburg 2004, ISBN 3-8319-0140-6. (3. Auflage, 2007)
- Mit Karl-Heinz Janßen, Theo Sommer: Die ZEIT. Geschichte einer Wochenzeitung 1946 bis heute. Siedler, München 2006, ISBN 3-88680-847-5.
- Carl Hagenbeck (= Hamburger Köpfe). Ellert & Richter, Hamburg 2007, ISBN 978-3-8319-0182-1.
- Lizenz Nr. 7. Die Geschichte der Augsburger Allgemeinen Zeitung. Edition Braus, Heidelberg 2009, ISBN 978-3-89466-310-0.